# ZENA (Sängerin)

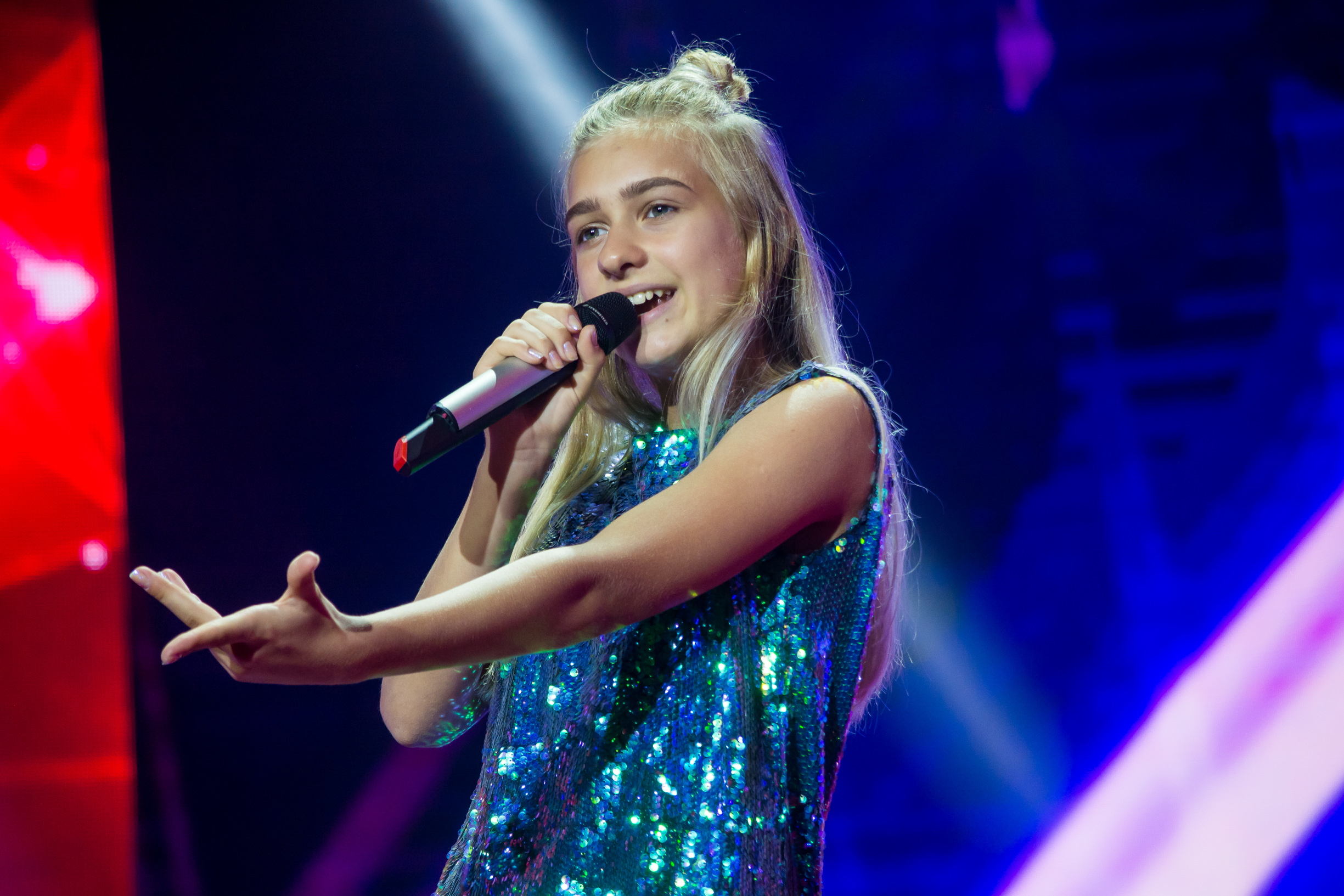
ZENA (2016)

ZENA (belarussisch ЗЕНА; bürgerlich Зінаіда Аляксандраўна Купрыяновіч Sinaida Aljaksandrauna Kupryjanowitsch (belarussisch), Зинаида Александровна Куприянович Sinaida Alexandrowna Kuprijanowitsch (russisch); * 17. September 2002 in Minsk) ist eine belarussische Sängerin, Moderatorin, Synchronsprecherin und Filmschauspielerin.

## Leben und Karriere
Geboren in Minsk, startete ZENA ihre Gesangskarriere 2013, wo sie am New Wave Festival Junior 2013 teilnahm. 2014 nahm sie ebenfalls am Festival Slavianski Bazaar teil.
2015 und 2016 nahm sie jeweils an der belarussischen Vorentscheidung zum Junior Eurovision Song Contest teil. Mit dem Lied Mir wurde sie 2015 Vierte, während sie 2016 mit dem Lied Kosmos Dritte wurde. 2017 wurde sie Dritte bei der russischen Sendung Fabrika Zvyozd. Danach startete sie ihre Schauspielkarriere und Moderatorenkarriere. So moderierte sie 2018 zusammen mit Evgeny Perlin und Helena Meraai den Junior Eurovision Song Contest 2018. Im gleichen Jahr übernahm sie als russische Synchronsprecherin die Rolle der Moana im Film Vaiana und im Film Chaos im Netz.
2019 gewann sie mit ihrem Lied Like It das Eurofest 2019 und repräsentierte daraufhin Belarus beim Eurovision Song Contest 2019 in Tel Aviv, Israel. Sie belegte im Finale am 18. Mai 2019 den 24. Platz.

## Diskografie

### Singles
- 2015: Mir
- 2016: Kosmos
- 2019: Like It